# Hybolabus bryanti
Hybolabus bryanti es una especie de coleóptero de la familia Attelabidae.

## Distribución geográfica
Habita en Brasil.